# Division d'Honneur 1930-31
La Primera División de Bélgica 1930/31 fue la 31.ª temporada de la máxima competición futbolística en Bélgica.

## Tabla de posiciones
| Pos | Equipo                      | PJ | PG | PE | PP | GF | GC | Pts | DG  | Notas                    |
| --- | --------------------------- | -- | -- | -- | -- | -- | -- | --- | --- | ------------------------ |
| 1   | Royal Antwerp FC            | 26 | 17 | 3  | 6  | 77 | 39 | 37  | +38 |                          |
| 2   | RFC Malinois                | 26 | 16 | 2  | 8  | 71 | 39 | 34  | +32 |                          |
| 3   | K Berchem Sport             | 26 | 14 | 5  | 7  | 51 | 37 | 33  | +14 |                          |
| 4   | Beerschot                   | 26 | 14 | 5  | 7  | 56 | 46 | 33  | +10 |                          |
| 5   | RFC Brugeois                | 26 | 13 | 3  | 10 | 55 | 45 | 29  | +10 |                          |
| 6   | Daring Club de Bruxelles    | 26 | 12 | 4  | 10 | 45 | 41 | 28  | +4  |                          |
| 7   | RCS Brugeois                | 26 | 12 | 2  | 12 | 52 | 38 | 26  | +14 |                          |
| 8   | Liersche SK                 | 26 | 11 | 2  | 13 | 57 | 61 | 24  | -4  |                          |
| 9   | Standard Liège              | 26 | 9  | 5  | 12 | 45 | 66 | 23  | -21 |                          |
| 10  | SC Anderlechtois            | 26 | 11 | 1  | 14 | 51 | 59 | 23  | -8  |                          |
| 11  | Tubantia FAC                | 26 | 7  | 7  | 12 | 40 | 64 | 21  | -24 |                          |
| 12  | Royale Union Saint-Gilloise | 26 | 8  | 3  | 15 | 49 | 63 | 19  | -14 |                          |
| 13  | Racing FC Montegnée         | 26 | 8  | 3  | 15 | 51 | 90 | 19  | -39 | Descenso a la Division I |
| 14  | RC Malines                  | 26 | 3  | 9  | 14 | 45 | 57 | 15  | -12 | Descenso a la Division I |

PJ = Partidos jugados; PG = Partidos ganados; PE = Partidos empatados; PP = Partidos perdidos; GF = Goles a favor; GC = Goles en contra; Pts = Puntos; DG = Diferencia de goles